# Pcim
Pcim is een dorp in het Poolse woiwodschap Klein-Polen, in het district Myślenicki. De plaats maakt deel uit van de gemeente Pcim en telt 4900 inwoners.